# Scaramouche (suite pour deux pianos)
Pour les articles homonymes, voir Scaramouche.
Scaramouche, op. 165b, est une suite pour deux pianos de Darius Milhaud écrite en juillet 1937 à la demande de sa professeur de piano Marguerite Long en vue d'obtenir une nouvelle pièce courte et vive pour ses anciennes élèves Marcelle Meyer et Ida Jankelevitch pour une représentation à l'Exposition internationale ; Darius Milhaud  exploite des éléments d'une récente musique de scène op. 165 composée initialement pour Le Médecin volant de Molière en mai 1937 et jouée par le théâtre Scaramouche, avenue des Champs-Élysées à Paris. Il s'agit de la musique pour une pièce de son ami Charles Vildrac, une adaptation pour enfants de la pièce de Molière. Il en tire le titre de la nouvelle composition ainsi que les premier et dernier mouvements, tandis qu'il emprunte le second à Bolivar (op. 148, 1935), musique de scène pour un opéra de Jules Supervielle. La suite ayant reçu un grand succès, Darius Milhaud réalise un arrangement pour saxophone alto et orchestre en 1939 (op. 165c) puis une version pour clarinette et orchestre en 1941 (op. 165d),.

## Structure
La suite est composée de trois mouvements :
1. Vif et joyeux
2. Modéré : Sur un thème expressif et mélancolique
3. Brazileira : Samba endiablée sud-américaine

Le premier mouvement marqué Allegro - Vif et joyeux est une ouverture dans le style du jeu théâtral de la commedia dell'arte. Les deux voix s'enchevêtrent, se séparent et se réunissent au moyen d'un procédé musical teinté d'humour. Le deuxième mouvement marqué modéré se construit sur un air mélancolique teinté de blues, exposé par la clarinette ou le saxophone. La voix d'orchestre ou du piano montre des envolées lyriques très nettes. Les deux voix se réunissent dans un contrepoint efficace et fluide. Le dernier mouvement marqué brasileira est un clin d'œil du compositeur à son séjour à Rio de Janeiro et s'avère être une samba syncopée entretenue par une harmonie  « primitive » concluant la suite de manière enjouée et exotique.

### Publication
Darius Milhaud ne voulait pas que sa composition soit publiée immédiatement car il craignait que cette œuvre simple ne porte atteinte à la dignité de ses œuvres plus importantes et plus engagées. Cependant, son éditeur Raymond Deiss l'a exhorté à le publier et peu de temps après, il a rapporté à l'auteur : « Les Américains demandent 500 exemplaires et 1000 autres sont demandés ailleurs ».
La version pour deux pianos est publiée en novembre 1941 par Deiss, puis repris chez Salabert à Paris.

## Enregistrements
Il existe de nombreux enregistrements des diverses instrumentations de cet opus, à commencer une version par le compositeur lui-même :
- Darius Milhaud et Marcelle Meyer enregistrent Scaramouche op. 165b en 1938 (Classical Collector CLCD 150122)[2].

- Poulenc / Milhaud, Katia et Marielle Labèque (Philips Classics 426 284-2, 1991)

- Un récital de musique française, Saint-Saëns, Debussy, Benjamin, Milhaud, Poulenc avec Christian Roca (clarinette), Laurence Pellet (piano), (RP1199, 2000)

## Source
- François-René Tranchefort (dir.), Guide de la musique de piano et de clavecin, Paris, Fayard, coll. « Les indispensables de la musique », 1987, 870 p. (ISBN 978-2213016399, BNF 34978617), p. 528-529.